# Evangelisch reformierte Kirche Gruiten

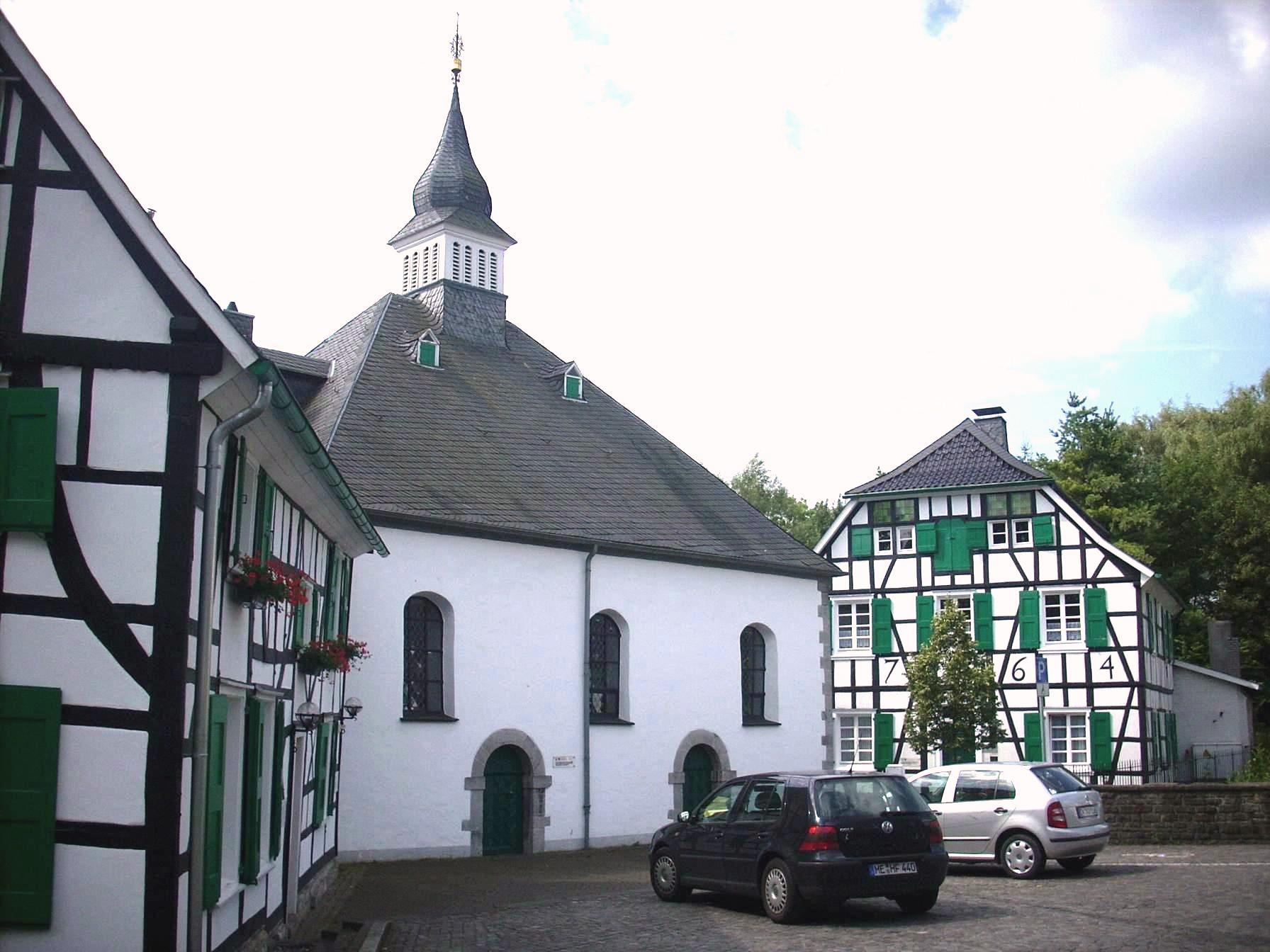
Evangelisch-reformierte Kirche Gruiten

Die Evangelisch-reformierte Kirche ist ein denkmalgeschütztes Kirchengebäude in der Pastor-Vömel-Straße in Gruiten im Kreis Mettmann (Nordrhein-Westfalen). Gruiten gehört kommunal seit 1975 zur Stadt Haan (i. Rhld.), kirchlich aber zum Kirchenkreis Niederberg der Evangelischen Kirche im Rheinland.

## Geschichte und Architektur
Der fast quadratische Saalbau wurde 1720 bis 1721 aus verputztem Bruchstein errichtet. Es wurden zwei Rundbogenportale zum Vorplatz hin eingebaut, ansonsten ist die Front durch drei Rundbogenfenster gegliedert, Das Walmdach ist mit einer Laterne bekrönt. Die Kanzel und die kunstvoll geschnitzte Kanzeltreppe, die Orgelbühne und das Orgelgehäuse sind aus dem 18. Jahrhundert.

## Orgel
Die Technik der Orgel wurde 1991 durch die Firma Schuke überholt und modernisiert. Das Orgelgehäuse aus Holz wurde von Pilz befallen und musste umfangreich saniert werden. Durch mangelnde Luftzirkulation und mangelnde Dämmung bildete sich Kondenswasser, wenn die Temperaturunterschiede zu groß wurden.